# Moncalvillo
Moncalvillo település Spanyolországban, Burgos tartományban. Moncalvillo Palacios de la Sierra, Rabanera del Pinar, Cabezón de la Sierra, Castrillo de la Reina és Salas de los Infantes községekkel határos. Lakosainak száma 76 fő (2024).

## Népesség
A település népessége az utóbbi években az alábbiak szerint változott:
| Lakosok száma | 121  | 105  | 107  | 106  | 100  | 93   | 86   | 85   | 83   | 76   |
|               | 2001 | 2004 | 2006 | 2009 | 2011 | 2014 | 2016 | 2019 | 2021 | 2024 |